# Charlotte Ross
Charlotte Ross (født 21. januar 1968) er en amerikansk skuespiller, der måske er mest kendt for en rolle i NYPD Blue 2001-2004. Hun har desuden en mindre birolle i Glee.

## Tidlige år
Ross er født og opvokset i Winnetka, Illinois. Hendes forældre er Debbie Ross Kullby, der er pensioneret og bor i Colorado, og Peter Ross (d. 2009), en finansiel rådgiver.  Charlotte har en yngre bror, George, en analytiker.
Ross' første rolle på skærmen var i My First Mouthpiece; hun var 8 år gammel. Hun spillede med i forskellige stykker i forskellige hjembyteaterproduktioner. Efter eksamen fra New Trier High School, flyttede Charlotte til Los Angeles, som hendes far var imod. Hun prøvede at få rollen som Kelly Bundy som Married... with Children. Hendes indsats fangede Days of Our Lives-producenterne, der castede hende som Eve Baron-Donovan.
Fire år senere, er Ross co-stjerne med Katey Sagal ("Peg Bundy") i filmen Violation of Trust (aka She Says She's Innocent).. Året efter, gæstede hun Married..., som en af Bud Bundy's sexede klassekammerater.